# 上海市徐汇区光启小学
上海市徐汇区光启小学是中國上海市徐匯區境內的一所小學。

## 歷史
法国天主教会在現今上海徐汇区土山湾一带创办读经班若瑟院。1873年，若瑟院改制成若瑟院小学。中共接管上海後，徐汇区教育局接办外籍教会学校。1953年，若瑟院小学改名为汇南街小学。
1940年，培才小学成立。1949年，达仁小学和恩光小学”成立。1953年，三所学校合併成天钥桥路小学。1960年 天钥桥路小学更名为第五师范附小，後來改回舊名。
2002年，汇南街小学和天钥桥路小学合并，新學校命名為光启小学，名字來自於徐光启。
陈芋汐、吴敏霞、火亮、掌敏洁均为光启小学校友。